# Trinidadguan
Trinidadguan (Pipile pipile) är en akut utrotningshotad hönsfågel i familjen trädhöns.

## Utseende och läten
Trinidadguanen är en medelstor (69 cm), svartvit trädhöna. Fjäderdräkten är mestadels brunsvart med en svag purpurfärgad glans. Vingtäckarna har breda, vita spetsar. På huvudet syns en mörk tofs med vitaktig streckning, ljusblå bar hud kring ögat och basalt på näbben samt en mörkare blå hudflik på strupen. Benen är röda. Lätet är ett tunt och pipigt ljud. Under spelet hörs ett kraftigt, skallrande vingljud.

## Utbredning och status
Trinidadguanen förekommer enbart i skogar på Trinidad. IUCN kategoriserar arten som akut hotad. Den är försvunnen från många områden och har minskat kraftigt till följd av illegal jakt och habitatförlust. Världspopulationen uppskattas idag till endast mellan 150 och 350 vuxna individer, men det finns vissa tecken på att den ökar i antal.